# Delovno telo
Delovno telo je politični izraz za notranjo organizacijsko obliko delovanja državnega zbora, ki deluje kot komisija ali odbor. 
Tako delovno telo obravnava posamezne zadeve iz pristojnosti državnega zbora ter pripravlja predloge, o katerih se odloča na plenarni seji. Poleg tega obravnava tudi druge zadeve, ki so v njegovi pristojnosti kot, na primer, sprejema končne odločitve v zvezi s poročili organov in organizacij, ki so jih le-te na podlagi zakonov dolžne predložiti v obravnavo državnemu zboru.
Delovno telo sestavljajo poslanci, praviloma tako, da sestava delovnega telesa odraža zastopanost poslanskih skupin v državnem zboru.
Kadar delovno telo pripravlja predloge za odločitve državnega zbora, se imenuje matično, kadar pa z vidika svojega delovnega področja preučuje predlagane rešitve in poda svoje predloge matičnemu delovnemu telesu, pa se imenuje zainteresirano delovno telo.  